# Isola Herbert
Herbert (in lingua aleutina Chiĝulax) è un'isola vulcanica disabitata del gruppo delle isole Four Mountains, nell'arcipelago delle Aleutine, e appartiene all'Alaska (USA). L'isola era stata chiamata Ulyaga dal tenente Gavriil Saryčev della Marina imperiale russa, in seguito Ullyagin, e infine (nel 1894) ha preso il suo attuale nome da Hilary Abner Herbert dell'ufficio navale idrografico americano.
Si trova 5 km a ovest di Chuginadak e 26 km a nord-est di Yunaska. L'isola ha un diametro di 10 km ed è quasi interamente occupata dal vulcano Herbert (1.288 m), uno stratovulcano con una delle maggiori caldere delle isole Aleutine (2 km di diametro). Non si hanno notizie di eruzioni e non sono stati fatti studi sul vulcano